# 吴山站
吴山站（福州話：/ŋu˥˥ laŋ˥˥/）位于中华人民共和国福建省福州市仓山区义序路与吴屿路交叉口地下，是福州地铁5号线的地铁车站，于2022年4月29日启用。

## 车站结构
吴山站位于义序路下方，呈东西向布置。车站总长275米，标准段基坑宽度为19.7米，东侧设单渡线。
| 地面层   | 出入口                               |  | 出入口                           |
| 地下一层 | 站厅                                 |  | 票务服务、自动售票机             |
| 地下二层 | 1                                    |  | 5号线 往荆溪厚屿（盘屿）         |
| 地下二层 | 岛式站台，列车运行方向左侧的车门开启 |  |                                  |
| 地下二层 | 2                                    |  | 5号线 往福州火车南站（盖山竹榄） |

### 出入口与周边
吴山站目前开放2个出入口，其中无障碍电梯与卫生间均位于C出入口。
| 吴山站出入口信息            | 吴山站出入口信息 | 吴山站出入口信息 | 吴山站出入口信息 |
| --------------------------- | ---------------- | ---------------- | ---------------- |
|                             |                  |                  |                  |
| 编号                        | 设施             | 位置             | 接驳交通         |
| 出口 · C                    |                  | 车站西南口       | 吴凤             |
| 出口 · D                    |                  | 车站东南口       | 吴凤             |
| 注： 设有电梯 \| 设有卫生间 |                  |                  |                  |

## 历史
- 2016年7月20日，于福州市轨道交通5号线一期工程环境影响评价第一次公示中提及设置吴山站。[3][4]
- 2019年12月5日，吴山站主体结构封顶。[5]
- 2021年11月24日，吴山站通过风水电工程验收，成为福州地铁5号线首座通过风水电分部工程验收的车站。[6]
- 2022年4月24日，吴山站开放为期三天的免费试乘。[7]
- 2022年4月29日，吴山站启用。[1]